# Blondshell
Sabrina Mae Teitelbaum, mer känd som Blondshell, född 1996 eller 1997 i New York, är en amerikansk indierockmusiker baserad i Los Angeles i Kalifornien. Efter en pop-lutande karriär under namnet BAUM, debuterade Teitelbaum som Blondshell i juni 2022 med singeln "Olympus". Hon har turnerat med bland annat Suki Waterhouse, Horsegirl och Porridge Radio och har uppträtt på South by Southwest , Austin City Limits Music Festival och på The Tonight Show Starring Jimmy Fallon. Hennes debutalbum Blondshell släpptes den 7 april 2023 via Partisan Records.

## Uppväxt
Teitelbaum föddes i New York och växte upp i Midtown Manhattan. Hennes far är jude medan hennes mor konverterade till judendomen; familjen deltog i en reformsynagoga och firade judiska helgdagar, och Teitelbaum fick en bat mitzvah. Hon uppfostrades till stor del av sin far, Doug Teitelbaum, eftersom hennes mor inte var närvarande under hennes barndom och dog i januari 2018. Hon har en äldre syster och en tvillingbror. När hon växte upp såg hon ofta TV-serien Curb Your Enthusiasm och ståuppkomedi av Sarah Silverman.

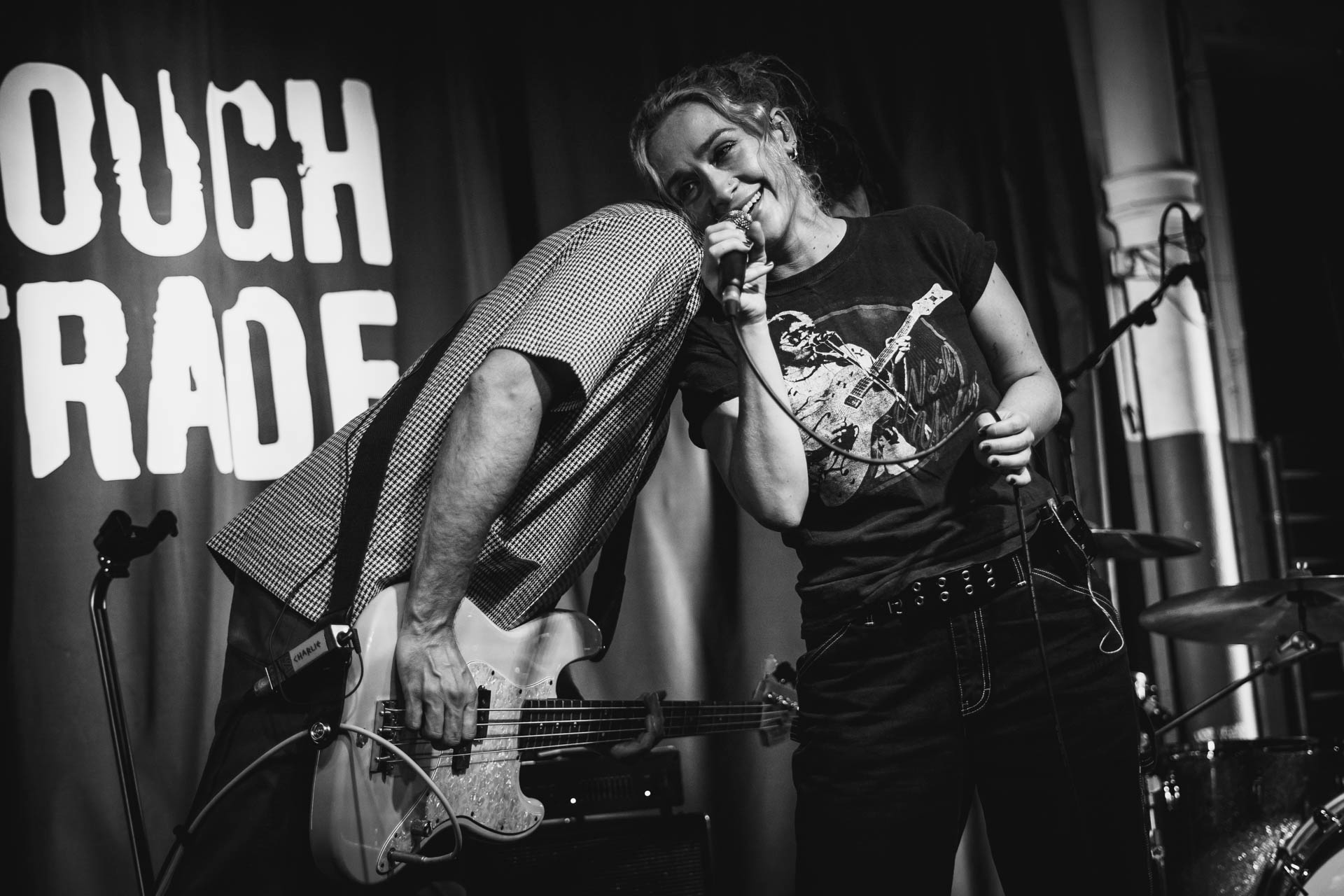
Blondshell uppträder live, maj 2023

Teitelbaum skrev sånger och tog sånglektioner från sju års ålder, och började uppträda i grundskolan. Hennes far utsatte henne för klassisk rock och tog henne till hennes första konserter: The Rolling Stones framträdande 2005 på Madison Square Garden och en Cher-show i Las Vegas. Att se Jersey Boys på Broadway var också en formativ musikalisk upplevelse för henne, liksom Adeles 19 och Amy Winehouses album Back to Black, som hon lärde sig spela på piano. På gymnasiet framförde hon sina låtar på skoluppträdanden, var med i flera band (inklusive ett med klasskamraten Blu DeTiger), och gick på shower och open mics på Lower East Side-klubbar som Terminal 5 med hjälp av ett falskt ID.
Teitelbaum gick high school på Dalton School; hon har beskrivit sin skoltid där som "ganska catty, intensiv" och sagt att "musik var mitt gömställe" under den tiden. Efter examen flyttade den 18-årige Teitelbaum till Los Angeles 2015. Där gick hon på USC Thornton School of Music och studerade låtskrivande med skolans popmusikprogram, innan hon hoppade av efter två år för att ägna sig åt musikkarriären. Hennes studier vid USC Thornton inkluderade klassiskt, jazzharmoni, motown och musikteori.

## Karriär

### BAUM (2017–2020)
Teitelbaum hade lagt upp låtar på SoundCloud redan 2014. Efter att ha lämnat USC Thornton började hon sin musikkarriär under namnet BAUM. Hon släppte tre singlar 2017: "First", "Hot Water", och "Effortless". Releasen av "Hot Water" markerades med en konsert i augusti 2017 i Rockwood Music Hall i New York. Hon var även gästsångare på låten "Weapon" av Grant, som återfinns i soundtracket till datorspelet Rocket League. I februari 2018 släppte hon singeln "This Body", en låt med kroppspositivitetstema som premierades av Billboard och Nylon och användes av Target för deras "No Body Like Mine"-kampanj. Inledningsvis antydde hon på ett debutalbum med titeln First för en release våren 2018, men istället släppte hon EP:n Ungodly den 16 mars 2018. Samma månad uppträdde hon på South by Southwest, hennes första festivalframträdande, och var med på festivalens officiella spellista 2018. Hon var planerad att uppträda i april på Bostons nattklubb Middle East med sångerskan Dagny men ställdes in på grund av ett fall av bronkit. Hon lyftes också fram på Spotifys kurerade spellistor "Out Now" och "Young & Free".
Teitelbaum var inaktiv under stora delar av året som följde, delvis på grund av personlig oro, inklusive hennes mammas död, ett uppbrott med sin pojkvän och en splittring från hennes manager. Hon återvände i maj 2019 med singeln "Fuckboy", följt i augusti av "Bad Kid", vars musikvideo filmades på Island. "Fuckboy" var tänkt som huvudsingeln på en andra, längre EP, med titeln Curve, som skulle släppas den hösten, och en musikvideo filmades till en planerad tredje singel, "Girls Who Like You",  men i slutändan förverkligades inget av detta. En annan singel, en cover av Mac Millers "Dunno", släpptes den 3 december 2019.

### Blondshell (2020–nutid)
Teitelbaum hade länge varit missnöjd med sin popriktning som Baum, och sa senare "Jag älskade aldrig namnet och jag kände mig aldrig helt säker på musiken". I början av 2020 informerade hon producenten Yves Rothman, som hade arbetat med henne på Curve, att hon inte längre ville släppa EP:n. Rothman bad att få höra vad mer hon hade arbetat med, och när han hörde hennes akustiska demo av låten "Olympus", uppmuntrade han henne att skriva fler låtar i den andan. Teitelbaum började därefter skriva vad som skulle bli hennes debutalbum som Blondshell, isolerad under covid-19-pandemin. Hon och hennes syster kom på namnet Blondshell över en middag.
Teitelbaum debuterade med Blondshell i juni 2022 med singelsläppet av "Olympus", som hade premiär via Nylon. En andra Blondshell-singel, "Kiss City", släpptes följande månad, och nådde över 900 000 Spotify-lyssningar och fick beröm från Rolling Stone och The New York Times. Dessutom blev ett liveframträdande av låten populärt på Tiktok. Teitelbaum tillkännagav samtidigt turnédatum för juli och september med Horsegirl och Porridge Radio. Singlarna "Sepsis" och "Veronica Mars" släpptes i augusti respektive december. I december uppträdde Teitelbaum på New Yorks Mercury Lounge och skrev skivkontrakt hos Partisan Records, som hade blivit medvetna om henne via SoundCloud; hon hade tidigare uppvaktats av Atlantic Records. I oktober dök hon upp på Austin City Limits Music Festival 2022 tillsammans med Teezo Touchdown, Omar Apollo och Wet Leg. Det tillkännagavs också att hon skulle gå med i Primavera Sound-festivalen 2023 i Madrid och Barcelona.
Medan Teitelbaum turnerade med skådespelerskan och sångerskan Suki Waterhouse i januari 2023 släppte Teitelbaum sin första singel genom Partisan, Joiner. Suki Waterhouse-turnén inkluderade stopp vid teatrarna El Rey och Fonda i Los Angeles och vid South by Southwest; den senare såg Blondshell uppträda på Spin 's Five Worlds-fest på SXSW, sponsrad av Diageo, tillsammans med Urban Heat och Chulita Vinyl Club. Vid denna festival vann även Teitelbaum festivalens "Grulke Prize for Developing US Act". Hon släppte även en cover på The Cranberries-låten "Disappointment".
Blondshells debutalbum tillkännagavs för att släppas den 7 april 2023 via Partisan. Teitelbaum tillkännagav också sin första headlining-turné i Europa och Nordamerika i maj, tillsammans med Hello Mary, Girl & Girl, Platonica Erotica och Oslo Twins. Inför albumets släpp listade BrooklynVegan henne bland deras "15 Artists to Watch in 2023". Den 31 mars debuterade hon med en ny singel, "Salad", på The Tonight Show Starring Jimmy Fallon och låten släpptes officiellt den 5 april. Efter albumets släpp nådde Blondshell nummer 88 på Billboards "Top Current Album Sales"-lista.

## Artisteri
Under hennes tid som BAUM var Teitelbaum främst en popartist, omväxlande beskriven med genrerna alternativ pop, mörk pop, indiepop, syntpop, elektropop, danspop, soulpop, och chillpop. Detta sound, som Teitelbaum från början kallade "naturlig grunge",  jämfördes med artister som Haim, Carly Rae Jepsen, Muna, Lana Del Rey, Adele, Lady Gaga, Lorde, och Tei Shi. Debutsingeln "First" innehöll inslag av jazz, medan "Fuckboy" beskrevs som "Halsey-ish", med en musikvideo som visuellt frammanar Haim, Maggie Rogers och dramaserien Euphoria.
Med Blondshell hämtar Teitelbaum inspiration från alternativ rock, indierock, indiepop, grunge, britpop, och folk. Denna stil har lett till jämförelser med alternativa artister från 90-talet som Liz Phair, PJ Harvey, Fiona Apple, Hole, Belly, Throwing Muses, Veruca Salt och The Cranberries, såväl som moderna singer-songwriters som Phoebe Bridgers, Soccer Mommy, Snail Mail, Olivia Rodrigo, Japanese Breakfast, Boygenius och Courtney Barnett. Technique jämförde singeln "Cartoon Earthquake" med "om Katy Kirby sjöng en långsammare, melankoliskt tonand version av "I Won't Back Down" av Tom Petty." Matt Mitchell från Paste Magazine skrev om hennes debutalbum, "Inga låtar låter likadana, men Blondshell är inte ett collage av subgenrer. Istället är det Blondshell som mixar med sina egna återgivningar av ljudpaletter som tidigare bemästrats av artisterna hon verkligen upphetsades av under pandemin, som Hole, Nirvana och Patti Smith. Det är indiepop blandat med grunge, men det avvisar också, grundligt, att gå vilse bland andra alternativa 90-talsimitationer."
Angående hennes sångröst skrev Mitchell att Teitelbaum "sjunger som en klassiskt utbildad sångare samtidigt som hon injicerar sin karisma med Courtney Loves bravader och Avril Lavignes poplikhet".Hennes röst har beskrivits som "en cool Gen Z deadpan som ibland virvlar upp till en längtansfull falsett", med "en sliten, pessimistisk ton". Willamette Week jämförde hennes scennärvaro med "en hög gymnasieelev som dansar ensam till sin pappas vinylskivsamling" och noterade att hon sjöng med "en mild men rå klang som djärvt kontrasterade mot hennes befriade rörelser över scenen".

### Influenser
Som barn introducerade Teitelbaums pappa henne för klassiska rockartister inklusive The Beatles, The Rolling Stones (hon blev "besatt" av Tattoo You efter att ha sett dem live), Bob Dylan, David Bowie, Eric Clapton, Neil Young, Cher, och Janis Joplin. Andra tidiga influenser inkluderade mainstreampopartister som Avril Lavigne, Ashlee Simpson, Adele, Amy Winehouse, Madonna (en av hennes tidiga låtar "plagierade av misstag" Madonnas "Hung Up"), och Katy Perry från Teenage Dream-eran; lokala NYC-legender som Patti Smith och The Velvet Underground; och singer-songwriters som Tracy Chapman, Elliott Smith, Feist och PJ Harvey. Som tonåring upptäckte hon indierockakter som Bon Iver, Grizzly Bear, Tame Impala, The National, Sky Ferreira, Spoon, The Strokes och The Killers, och på college upptäckte hon Muna.
Under hennes BAUM-tiden citerade Teitelbaum influenser inklusive Frank Ocean, Bon Iver, SZA, The 1975, Tierra Whack, The Japanese House, The Twigs och Sharon Van Etten. Hon var under denna period särskilt influerad av Frank Oceans Blonde och Bon Ivers 22, A Million. Som Blondshell drog hon inspiration från artister som Hole, Kathleen Hanna, PJ Harvey, Patti Smith, Nirvana, Blur, The Replacements, Mitski, The Cure, Interpol och Yeah Yeah Yeahs.
Under sin karriär i allmänhet har Teitelbaum hyllat musiken av Nilüfer Yanya, Jamila Woods, Dominic Fike, Sasami, Gus Dapperton, Caroline Polachek, Joji, Daniel Caesar, Julia Michaels, Dionne Warwick, Cardi B och Ethel Cain. När det första Blondshell-albumet släpptes hade hon lyssnat på Big Thiefs Dragon New Warm Mountain I Believe in You och musik av Indigo De Souza.

## Privatliv
Teitelbaum bor i Eastside Los Angeles-området med sin pojkvän. Hon var tidigare pescetarian och har varit helt vegan sedan 2020. Hennes amatörintresse inom medicin inspirerade delvis texten till "Sepsis", som använder det titulära tillståndet som en relationsmetafor.
Teitelbaum är bisexuell och identifierar sig som queer. Hon kom först ut på gymnasiet, en upplevelse som inspirerade BAUM-låten "Hot Water" och som hon senare skrev om för HuffPost 2017. I intervjuer som BAUM diskuterade hon ofta frågor som bifobi och ”bisexual erasure”. Hon har uttryckt blandade känslor när det gäller att bli stämplad som en queer-artist och säger till Los Angeles Times att "å ena sidan måste människor kunna gå på internet: 'OK, jag är queer och jag vill se andra människor som öppet sjunger med glädje om sin sexualitet eller om svårigheterna med den.' [...] Men samtidigt är varje artist så mycket mer än sin sexualitet".
När Teitelbaum diskuterade en outgiven singel med tidningen The Line of Best Fit 2019, noterade Teitelbaum att hon var "någonstans på ett spektrum angående maskulinitet och femininitet. Jag identifierar mig som kvinna, förvisso, men det finns mycket maskulin energi som jag har. Det kommer i vägen ibland, när jag är intresserad av någon. Jag är slumpmässigt mer manlig en dag, och de säger 'vad fan?!'"  Hon uttryckte liknande känslor i en 2023 intervju med tidningen Crack och sa att "Det binära är svårt för mig, eftersom hur jag känner om mitt kön förändras mycket från dag till dag", och att utforskandet av hennes skiftande känslor av kön hade påverkat skrivandet av hennes debutalbum.
Teitelbaum kämpade med droger och alkohol innan hon i slutet av 2019 bestämde sig för att satsa på nykterhet; hennes nykterhetsprocess påverkade det första Blondshell-albumet. Hon har också talat om hennes kamp med ångest, särskilt social ångest och scenskräck. Hon hade tvångssyndrom som barn som behandlades med kognitiv beteendeterapi, och hon började ta Adderall under high school för att hjälpa henne att plugga till tentor och hantera viktökning. Hon hade även anorexi och en ätstörning från tio års ålder och bekämpade det till slut på college med hjälp av terapi och en stödjande vängrupp. Detta, såväl som en incident av catcalling hon upplevde på USC 2016, inspirerade BAUM-låten "This Body". Hon har uttryckt sitt stöd för rörelserna Time's Up och MeToo.
Angående judendom sa Teitelbaum 2019, "Jag bryr mig verkligen om judendomen och jag identifierar mig verkligen med den. [...] Jag vet inte om jag personligen tror på Gud. Jag har pratat om det med mina morföräldrar som verkligen är religiösa och de säger att det egentligen inte spelar så stor roll. Jag uppfattar judendomen som en mer fördomsfri religion där man inte riktigt behöver följa alla regler. Det handlar mest om gemenskap, traditioner och familj."

## Diskografi

### Som Blondshell

#### Studioalbum
| Titel      | Albumdetaljer                                    |
| ---------- | ------------------------------------------------ |
| Blondshell | Släppt: 7 april 2023 Skivbolag: Partisan Records |

#### Singlar
| År   | Titel                | Album           |
| ---- | -------------------- | --------------- |
| 2022 | "Olympus"            | Blondshell      |
| 2022 | "Kiss City"          | Blondshell      |
| 2022 | "Sepsis              | Blondshell      |
| 2022 | "Cartoon Earthquake" | Spotify singlar |
| 2022 | "Veronica Mars"      | Blondshell      |
| 2023 | "Joiner"             | Blondshell      |
| 2023 | "Salad"              | Blondshell      |

#### Musikvideor
| År   | Låt             | Regissör            |
| ---- | --------------- | ------------------- |
| 2022 | "Sepsis"        | Seannie Bryan       |
| 2022 | "Veronica Mars" | Dylan Friese-Greene |
| 2023 | "Joiner"        | Alexandra Thurmond  |

### Som BAUM

#### EP
| Titel   | Detaljer                                    |
| ------- | ------------------------------------------- |
| Ungodly | Släppt: 16 mars 2018 Skivbolag: Självsläppt |

#### Singel
| År   | Titel                       | Album   |
| ---- | --------------------------- | ------- |
| 2017 | "First"                     |         |
| 2017 | "Hot Water"                 | Ungodly |
| 2017 | "Effortless"                | Ungodly |
| 2018 | "This Body"                 | Ungodly |
| 2019 | "Fuckboy"                   |         |
| 2019 | "Bad Kid"                   |         |
| 2019 | "Dunno" ( Mac Miller-cover) |         |

#### Musikvideor
| År   | Låt         | Regissör                        |
| ---- | ----------- | ------------------------------- |
| 2017 | "Hot Water" | Parker Foster, Chris Alessandra |
| 2019 | "Fuckboy"   | Marcella Cytrynowicz            |
| 2019 | "Bad Kid"   | Marcella Cytrynowicz            |